# ابتدا کوتاه‌ترین مسیر را انتخاب کردن
ابتدا کوتاه‌ترین مسیر را انتخاب کردن یا اواس‌پی‌اف (به انگلیسی: OSPF) یک پروتکل مسیریابی برای شبکه‌ها است که از الگوریتم مسیریابی وضعیت پیوند استفاده می‌کند و در زمرهٔ پروتکل‌های مسیریابی داخلی قرار می‌گیرد. OSPF در یک سامانهٔ مستقل(AS) کار می‌کند که در RFC 2328 (1998) به صورت نسخهٔ دوم برای IPv4 تعریف می‌شود.
پروتکل OSPF از الگوریتم دیکسترا برای یافتن کوتاه‌ترین مسیر استفاده می‌کند. نوع متریک یا هزینهٔ مسیر، پهنای باند است، یعنی مسیر با پهنای باند بیشتر انتخاب می‌شود. شمارهٔ فاصلهٔ مدیریتی یا AD (به انگلیسی: Administrative Distance) برای این پروتکل ۱۱۰ است. آدرس مالتی‌کست آن ۲۲۴٫۰٫۰۵ است و آدرس مالتی‌کست DR یا روتر انتخابی ۲۲۴٫۰٫۰۶ است.

## مراحل همسایگی
ایجاد پیوندهای همسایگی در OSPF دارای چند مرحله است:
1. Down: در این حالت، هیچ اطلاعاتی اعم از پیغام‌های hello و غیره رد و بدل نشده‌است.
2. Attempt: مشابه Down است با این تفاوت که پروسهٔ هماهنگی در حال آغاز است.
3. Init: پیغام hello از روتر دیگری دریافت شده، اما ارتباط دوطرفه هنوز برقرار نشده‌است.
4. 2-way: ارتباط دوطرفه بین روترها برقرار است و همسایگی در حال استقرار است. این وضعیت اولین مرحله در انتخاب DR است.
5. ExStart: اولین مرحلهٔ تبیین مجاورت بین دو روتر؛
6. Exchange: در حالت exchange، روتر جدول اطلاعات تمام پیوندهایش را به همسایه ارسال می‌کند. در این مرحله است که تمام بسته‌های پروتکل مسیریابی قابلیت انتقال دارند.
7. Loading: در این مرحله روتر اطلاعات اخیر مربوط به وضعیت پیوند را از همسایه‌اش درخواست می‌کند.
8. Full: تمام اطلاعات مربوط به پیوندها با همهٔ روترها همگام (به انگلیسی: synchronized) شده‌است.

## انواع اعلان‌های وضعیت پیوند
هر اطلاعاتی که از طریق OSPF به روترهای دیگر اعلام می‌شود (به اصطلاح Advertise می‌شود) دارای نوع خاصی است که در header پروتکل از بیت نهم تا شانزدهم به آن اختصاص یافته‌است. این گونه‌های داده به این شرح هستند:
- Type 1: همه روترهای یک ناحیه (به انگلیسی: Area) این نوع داده را ارسال می‌کنند و در آن اطلاعات مربوط به روترهای همسایه و هزینهٔ رسیدن به آنها فهرست می‌شود. این نوع از داده فقط مخصوص همان ناحیه‌ای است که ساخته شده. نام آن Router Link است.
- Type 2: این نوع از ال‌اس‌ای توسط روتر برگزیده یا DR (به انگلیسی: Designated Router) ساخته شده و اطلاعات مربوط به همسایه‌های یک قسمت یا سگمنت (به انگلیسی: Segment) مجاور را فهرست می‌کند. این نوع نیز از ناحیه‌ای که در آن ساخته شده فراتر نمی‌رود. نام آن Network Link است.
- Type 3: توسط روترهای مرز ناحیه یا ABR (به انگلیسی: Area Border Router) ساخته شده و بین ناحیه‌ها ارسال می‌شود. نا آن Network Summary است.
- Type 4: این نوع داده را ABR به ناحیهٔ ستون فقرات شبکه یا Backbone ارسال می‌کند تا حضور یک ASBR را در ناحیه مورد نظر اعلام کند. نام آن ASBR Summary است.
- Type 5: توسط روترهای مرز سیستم مستقل ASBR (به انگلیسی: Autonomous System Border Router) ساخته می‌شود تا اطلاعات مربوط به مسیرهای اکسترنال (مسیرهایی که از پروتکل مسیریابی اواس‌پی‌اف استفاده نمی‌کنند) به روترهایی اجرا کنندهٔ پروتکل اواس‌پی‌اف ارسال شود. نام آن External Link است.